# Lubiczyn (Lublin)
Lubiczyn is een plaats in het Poolse district  Parczewski, woiwodschap Lublin. De plaats maakt deel uit van de gemeente Dębowa Kłoda en telt 220 inwoners.